# Darren Dietz
Darren Dietz (* 17. Juli 1993 in Medicine Hat, Alberta) ist ein kanadischer Eishockeyspieler mit kasachischer Staatsbürgerschaft, der seit Juni 2025 beim HK Dinamo Minsk aus der Kontinentalen Hockey-Liga (KHL) unter Vertrag steht und dort auf der Position des Verteidigers spielt. Zuvor war Dietz bereits für Barys Astana/Nur-Sultan, den HK ZSKA Moskau, HK Awangard Omsk und Awtomobilist Jekaterinburg in der KHL aktiv. Darüber hinaus absolvierte er 13 Partien für die Canadiens de Montréal in der National Hockey League (NHL).

## Karriere
Dietz begann seine Juniorenkarriere im Verlauf der Saison 2009/10 bei den Saskatoon Blades in der Western Hockey League. Letztlich spielte er dort bis zum Sommer 2013 und nahm während dieser Zeit einmal mit der Mannschaft am prestigeträchtigen Memorial Cup teil. Nachdem der Verteidiger in der Spielzeit 2012/13 der torgefährlichste Spieler auf seiner Position war, wurde er ins First All-Star Team der Eastern Conference berufen. Bereits im NHL Entry Draft 2011 war Dietz in der fünften Runde an 138. Stelle von den Canadiens de Montréal aus der National Hockey League (NHL) ausgewählt worden.
Im März 2013 wurde der Abwehrspieler schließlich von den Canadiens unter Vertrag genommen, die ihn mit Beginn der Spielzeit 2013/14 in ihren Farmteams in der American Hockey League (AHL) einsetzten. Zunächst spielte der Kanadier zwei Jahre lang ausschließlich für die Hamilton Bulldogs, im dritten Jahr kam er dann im Kader des neuen Kooperationspartners St. John’s IceCaps unter. Im Verlauf der Saison 2015/16 debütierte der damals 22-Jährige schließlich in der NHL bei den Habs. Dort kam er auf insgesamt 13 Einsätze. Dennoch wurde sein auslaufender Vertrag im Sommer 2016 nicht verlängert, woraufhin Dietz als Free Agent im Juli 2016 ein Vertragsangebot der Washington Capitals über ein Jahr annahm. Dort gelang ihm ebenfalls nicht der Durchbruch in der NHL und er verbrachte das Spieljahr komplett in der AHL. Zunächst kam der Defensivspieler bis Anfang März 2017 bei den Hershey Bears zum Einsatz und ab dann bis zum Saisonende auf Leihbasis beim Ligakonkurrenten Texas Stars.
Aufgrund ausbleibender Angebote aus Nordamerika im Sommer 2017 entschied sich Dietz zu einem Wechsel ins Ausland. Er unterzeichnete einen Einjahresvertrag beim kasachischen Hauptstadtklub Barys Astana aus der Kontinentalen Hockey-Liga (KHL). Nach einer erfolgreichen Spielzeit 2017/18 wurde sein Vertrag im April 2018 um zwei weitere Jahre verlängert. In der Saison 2018/19 war der Kanadier, der während seines Engagements bei Barys die kasachische Staatsbürgerschaft erwarb, der punktbeste und zudem torgefährlichste Verteidiger der KHL. Ab 2019 war er Kapitän seiner Mannschaft. In den Jahren 2019 und 2020 wurde er für das KHL All-Star Game nominiert und 2019 auch in das First-All-Star-Team der Liga berufen. Im Dezember 2021 wechselte der Abwehrspieler zum Ligakonkurrenten HK ZSKA Moskau, mit dem er am Ende der Spielzeiten 2021/22 und 2022/23 den Gagarin-Pokal und damit auch die russische Meisterschaft gewann. Zur Saison 2024/25 schloss sich Dietz dem Ligakonkurrenten HK Awangard Omsk an. Dort wurde der Vertrag jedoch nach 18 Einsätzen Ende November 2024 bereits wieder aufgelöst und der Kanadier unterschrieb wenige Tage später einen Vertrag bei Awtomobilist Jekaterinburg bis zum Saisonende. Im Juni 2025 wechselte der gebürtige Kanadier zum belarussischen KHL-Teilnehmer HK Dinamo Minsk.

### International
Nach seiner Einbürgerung lief Dietz erstmals bei der Weltmeisterschaft 2019 der Division IA für die Nationalmannschaft Kasachstans bei einem internationalen Turnier auf. Mit dem Team gelang ihm der Aufstieg in die Top-Division, der jedoch wegen der weltweiten COVID-19-Pandemie erst 2021 wahrgenommen werden konnte. Er selbst wurde zum besten Verteidiger des Turniers gewählt und ins All-Star-Team berufen. In fünf Turnierspielen erzielte er dabei fünf Scorerpunkte und war damit der beste Scorer unter den Verteidigern. Bei der Weltmeisterschaft 2021 spielte er sodann erstmals in der Top-Division. Zudem vertrat er die Asiaten auch bei der Olympiaqualifikation für die Winterspiele in Peking 2022 und der Weltmeisterschaft 2022.
Für sein Geburtsland Kanada war Dietz weder im Junioren- noch im Seniorenbereich zu Einsätzen für das Nationalteam gekommen.

## Erfolge und Auszeichnungen
| - 2013 WHL East First All-Star Team - 2018 KHL-Verteidiger des Monats September - 2018 KHL-Verteidiger des Monats November - 2019 Teilnahme am KHL All-Star Game | - 2019 KHL First-All-Star-Team - 2020 Teilnahme am KHL All-Star-Game - 2022 Gagarin-Pokal-Gewinn und Russischer Meister mit dem HK ZSKA Moskau - 2023 Gagarin-Pokal-Gewinn und Russischer Meister mit dem HK ZSKA Moskau |

### International
- 2019 Aufstieg in die Top-Division bei der Weltmeisterschaft der Division IA
- 2019 Bester Verteidiger der Weltmeisterschaft der Division IA
- 2019 All-Star-Team der Weltmeisterschaft der Division IA

## Karrierestatistik
Stand: Ende der Saison 2024/25

### International
Vertrat Kasachstan bei:
- Weltmeisterschaft der Division IA 2019
- Qualifikationsturnier für die Olympischen Winterspiele 2022
- Weltmeisterschaft 2021
- Weltmeisterschaft 2022

(Legende zur Spielerstatistik: Sp oder GP = absolvierte Spiele; T oder G = erzielte Tore; V oder A = erzielte Assists; Pkt oder Pts = erzielte Scorerpunkte; SM oder PIM = erhaltene Strafminuten; +/− = Plus/Minus-Bilanz; PP = erzielte Überzahltore; SH = erzielte Unterzahltore; GW = erzielte Siegtore; 1 Play-downs/Relegation; Kursiv: Statistik nicht vollständig)